# Gianluca Pagliuca
Gianluca Pagliuca (Bolonya, 18 de desembre de 1966) va ser un futbolista italià que jugava com a porter. Ara exerceix d'entrenador de futbol.

## Biografia
Inicia la seva carrera futbolística a l'equip de la seva ciutat, el Bologna Football Club 1909, on destaca ràpidament, fet que li permet l'any 1987 fitxar per un dels equips de moda aleshores al futbol italià i europeu, la Unione Calcio Sampdoria.
Amb la Sampdoria, Pagliuca guanya el Scudetto 1990/91, la Coppa de 1988, 1989 i 1994, així com la Supercoppa 1991. Internacionalment, guanya la Recopa d'Europa 1990 al vèncer per 2-0 al RSC Anderlecht. Perdé la final de la Copa d'Europa de 1992 enfront del FC Barcelona.
Després de participar amb la selecció de futbol d'Itàlia a la Copa del Món de Futbol de 1994 en la qual perdé la final a la tanda de penals enfront Brasil, Pagliuca fitxà pel Football Club Internazionale Milano.
A les files del Inter de Milà Pagliuca realitzà grans actuacions i aconseguí guanyar la Copa de la UEFA de 1998 enfront del SS Lazio, si bé l'any anterior havia perdut aquesta mateixa final enfront del Schalke 04. Durant aquest període fou el porter titular de la Selecció italiana a la Copa del Món de Futbol de 1998.
L'any 1999 retornà al Bologna Football Club 1909, on hi jugà fins al 2006 quan fitxà per l'Ascoli Calcio 1898. Actualment es troba sense equip, però en una entrevista donà a conèixer la seva intenció de fer-se entrenador.
El 30 de setembre de 1991 rebé l'Orde al Mérit de la República Italiana.

## Palmarès
- 1 Recopa d'Europa: 1990 (Sampdoria)
- 1 Copa de la UEFA: 1998 (Inter)
- 1 Lliga italiana: 1990/91 (Sampdoria)
- 3 Copa italiana: 1988, 1989 i 1994 (Sampdoria)
- 1 Supercopa italiana: 1991 (Sampdoria)